# Ignacio Rodríguez Elduayen
Ignacio Rodríguez Elduayen (Montevideo, 10 novembre 2003) è un calciatore uruguaiano, difensore dell'AVS in prestito dal Liverpool (M).

## Caratteristiche tecniche
È un difensore centrale.

## Carriera

### Club
Rodríguez è cresciuto nel settore giovanile del Liverpool (M), dove ha debuttato il 19 novembre 2021 nell'incontro di Primera División vinto 3-0 contro il Villa Española. Ha segnato il suo primo gol in carriera il 5 febbraio 2022 contro il Defensor Sporting.
Il 26 luglio 2024 è stato ceduto in prestito all'AVS, neopromosso in Primeira Liga.

### Nazionale
Inizialmente incluso nella lista dei convocati per il sudamericano Under-20, ha dovuto rinunciarvi  poche settimane prima dell'inizio della competizione a causa di un infortunio.

## Statistiche

### Presenze e reti nei club
Statistiche aggiornate al 25 dicembre 2024.
| Stagione                    | Squadra                     | Campionato                  | Campionato | Campionato | Coppe nazionali | Coppe nazionali | Coppe nazionali | Coppe continentali | Coppe continentali | Coppe continentali | Altre coppe | Altre coppe | Altre coppe | Totale | Totale | Totale |
| Stagione                    | Squadra                     | Comp                        | Pres       | Reti       | Comp            | Pres            | Reti            | Comp               | Pres               | Reti               | Comp        | Pres        | Reti        | Pres   | Reti   |        |
| --------------------------- | --------------------------- | --------------------------- | ---------- | ---------- | --------------- | --------------- | --------------- | ------------------ | ------------------ | ------------------ | ----------- | ----------- | ----------- | ------ | ------ | ------ |
| 2021                        | Liverpool (M)               | PD                          | 3          | 0          |                 | -               | -               | CS                 | 0                  | 0                  |             | -           | -           | 3      | 0      |        |
| 2022                        | Liverpool (M)               | PD                          | 22         | 1          | CU              | 2               | 0               | CS                 | 2                  | 0                  |             | -           | -           | 26     | 1      |        |
| 2023                        | Liverpool (M)               | PD                          | 23         | 0          | CU              | 2               | 0               | CL                 | 3                  | 0                  | SU          | 1           | 0           | 29     | 0      |        |
| 2024                        | Liverpool (M)               | PD                          | 14         | 1          | CU              | 0               | 0               | CL                 | 1                  | 0                  | SU          | 1           | 0           | 16     | 1      |        |
| Totale Liverpool Montevideo | Totale Liverpool Montevideo | Totale Liverpool Montevideo | 62         | 2          |                 | 4               | 0               |                    | 6                  | 0                  |             | 2           | 0           | 74     | 2      |        |
| 2024-2025                   | AVS                         | PL                          | 6          | 0          | CP+CdL          | 1+0             | 0               | -                  | -                  | -                  | -           | -           | -           | 7      | 0      |        |
| Totale carriera             | Totale carriera             | Totale carriera             | 68         | 2          |                 | 5               | 0               |                    | 6                  | 0                  |             | 2           | 0           | 81     | 2      |        |

## Palmarès

### Club

#### Competizioni nazionali
- Campionato uruguaiano: 1

Liverpool Montevideo: 2023
- Supercoppa uruguaiana: 2

Liverpool Montevideo: 2023, 2024